# Юнацька збірна Польщі з футболу (U-18)
Юнацька збірна Польщі (U-18) з футболу (пол. Reprezentacja Polski U-18 w piłce nożnej) — це національна футбольна команда Польщі гравців віком до 18 років (U-18), якою керує Польський Футбольний Союз.

### Юнацький чемпіонат Європи з футболу (U-18)
| Юнацький чемпіонат Європи з футболу (U-18) | Юнацький чемпіонат Європи з футболу (U-18) | Юнацький чемпіонат Європи з футболу (U-18) | Юнацький чемпіонат Європи з футболу (U-18) | Юнацький чемпіонат Європи з футболу (U-18) | Юнацький чемпіонат Європи з футболу (U-18) | Юнацький чемпіонат Європи з футболу (U-18) | Юнацький чемпіонат Європи з футболу (U-18) | Юнацький чемпіонат Європи з футболу (U-18) |
| Рік                                        | Досягнення                                 | Із                                         | В                                          | Н*                                         | П                                          | Ґз                                         | Ґп                                         |                                            |
| ------------------------------------------ | ------------------------------------------ | ------------------------------------------ | ------------------------------------------ | ------------------------------------------ | ------------------------------------------ | ------------------------------------------ | ------------------------------------------ | ------------------------------------------ |
| 1981                                       | Фіналісти                                  | 5                                          | 2                                          | 2                                          | 1                                          | 7                                          | 4                                          |                                            |
| 1982                                       | 4-е місце                                  | 5                                          | 2                                          | 1                                          | 2                                          | 3                                          | 5                                          |                                            |
| 1983                                       | Не кваліфікувалися                         | Не кваліфікувалися                         | Не кваліфікувалися                         | Не кваліфікувалися                         | Не кваліфікувалися                         | Не кваліфікувалися                         | Не кваліфікувалися                         |                                            |
| 1984                                       | 3-є місце                                  | 5                                          | 4                                          | 0                                          | 1                                          | 5                                          | 3                                          |                                            |
| 1986                                       | Не кваліфікувалися                         | Не кваліфікувалися                         | Не кваліфікувалися                         | Не кваліфікувалися                         | Не кваліфікувалися                         | Не кваліфікувалися                         | Не кваліфікувалися                         |                                            |
| 1988                                       | Не кваліфікувалися                         | Не кваліфікувалися                         | Не кваліфікувалися                         | Не кваліфікувалися                         | Не кваліфікувалися                         | Не кваліфікувалися                         | Не кваліфікувалися                         |                                            |
| 1990                                       | Не кваліфікувалися                         | Не кваліфікувалися                         | Не кваліфікувалися                         | Не кваліфікувалися                         | Не кваліфікувалися                         | Не кваліфікувалися                         | Не кваліфікувалися                         |                                            |
| 1992                                       | Чвертьфінал                                | 2                                          | 0                                          | 0                                          | 2                                          | 3                                          | 6                                          |                                            |
| 1993                                       | Не кваліфікувалися                         | Не кваліфікувалися                         | Не кваліфікувалися                         | Не кваліфікувалися                         | Не кваліфікувалися                         | Не кваліфікувалися                         | Не кваліфікувалися                         |                                            |
| 1994                                       | Не кваліфікувалися                         | Не кваліфікувалися                         | Не кваліфікувалися                         | Не кваліфікувалися                         | Не кваліфікувалися                         | Не кваліфікувалися                         | Не кваліфікувалися                         |                                            |
| 1995                                       | Не кваліфікувалися                         | Не кваліфікувалися                         | Не кваліфікувалися                         | Не кваліфікувалися                         | Не кваліфікувалися                         | Не кваліфікувалися                         | Не кваліфікувалися                         |                                            |
| 1996                                       | Не кваліфікувалися                         | Не кваліфікувалися                         | Не кваліфікувалися                         | Не кваліфікувалися                         | Не кваліфікувалися                         | Не кваліфікувалися                         | Не кваліфікувалися                         |                                            |
| 1997                                       | Не кваліфікувалися                         | Не кваліфікувалися                         | Не кваліфікувалися                         | Не кваліфікувалися                         | Не кваліфікувалися                         | Не кваліфікувалися                         | Не кваліфікувалися                         |                                            |
| 1998                                       | Не кваліфікувалися                         | Не кваліфікувалися                         | Не кваліфікувалися                         | Не кваліфікувалися                         | Не кваліфікувалися                         | Не кваліфікувалися                         | Не кваліфікувалися                         |                                            |
| 1999                                       | Не кваліфікувалися                         | Не кваліфікувалися                         | Не кваліфікувалися                         | Не кваліфікувалися                         | Не кваліфікувалися                         | Не кваліфікувалися                         | Не кваліфікувалися                         |                                            |
| 2000                                       | Не кваліфікувалися                         | Не кваліфікувалися                         | Не кваліфікувалися                         | Не кваліфікувалися                         | Не кваліфікувалися                         | Не кваліфікувалися                         | Не кваліфікувалися                         |                                            |
| 2001                                       | Чемпіони                                   | 4                                          | 3                                          | 1                                          | 0                                          | 11                                         | 5                                          |                                            |
| Всього                                     | Краще: чемпіони                            | 21                                         | 11                                         | 4                                          | 6                                          | 29                                         | 23                                         |                                            |

### Молодіжний турнір ФІФА U-18
| Молодіжний турнір ФІФА U-18 | Молодіжний турнір ФІФА U-18 | Молодіжний турнір ФІФА U-18 | Молодіжний турнір ФІФА U-18 | Молодіжний турнір ФІФА U-18 | Молодіжний турнір ФІФА U-18 | Молодіжний турнір ФІФА U-18 | Молодіжний турнір ФІФА U-18 | Молодіжний турнір ФІФА U-18 |
| Рік                         | Досягнення                  | Із                          | В                           | Н*                          | П                           | Ґз                          | Ґп                          |                             |
| --------------------------- | --------------------------- | --------------------------- | --------------------------- | --------------------------- | --------------------------- | --------------------------- | --------------------------- | --------------------------- |
| 1948                        | Не входили                  | Не входили                  | Не входили                  | Не входили                  | Не входили                  | Не входили                  | Не входили                  |                             |
| 1949                        | Не входили                  | Не входили                  | Не входили                  | Не входили                  | Не входили                  | Не входили                  | Не входили                  |                             |
| 1950                        | Не входили                  | Не входили                  | Не входили                  | Не входили                  | Не входили                  | Не входили                  | Не входили                  |                             |
| 1951                        | Не входили                  | Не входили                  | Не входили                  | Не входили                  | Не входили                  | Не входили                  | Не входили                  |                             |
| 1952                        | Не входили                  | Не входили                  | Не входили                  | Не входили                  | Не входили                  | Не входили                  | Не входили                  |                             |
| 1953                        | Не входили                  | Не входили                  | Не входили                  | Не входили                  | Не входили                  | Не входили                  | Не входили                  |                             |
| 1954                        | Не входили                  | Не входили                  | Не входили                  | Не входили                  | Не входили                  | Не входили                  | Не входили                  |                             |
| Всього                      | Не брали участі             | 0                           | 0                           | 0                           | 0                           | 0                           | 0                           |                             |